# Santo André
För andra betydelser, se Santo André (olika betydelser).
Santo André är en stad och kommun i Brasilien och ligger i delstaten São Paulo.Kommunen ingår i São Paulos storstadsområde och hade år 2014 cirka 708 000 invånare.

## Administrativ indelning
Kommunen var år 2010 indelad i tre distrikt:
- Capuava
- Paranapiacaba
- Santo André